# Az Oregoni Egyetem médiája
Az Oregoni Egyetemnek nyomtatott sajtója, valamint rádió- és televízióadói is vannak.

## Magazinok és folyóiratok

### Daily Emerald
A Daily Emerald az egyetemtől függetlenül működő hetilap, amelyet az Emerald Media Group ad ki.

### Art Ducko
Az Art Ducko 2014-ben alapított képregénylap. Az alkotásokat a negyedévente megjelentetett újság mellett online is közzéteszik.

### The Ecotone
A The Ecotone a környezeti tanulmányok szak hallgatóinak évente kiadott folyóirata.

### Ethos Magazine
A korábban független Ethos Magazine az Emerald Media Group része. A korábban Korean Ducksnak hívott lap a koreai kultúrával foglalkozott, de azóta multikulturális lett.

### Flux
A Flux a kommunikációs főiskola hallgatói által évente megjelentetett, a régió országos érdeklődésre számot tartó eseményeit feldolgozó kiadvány.

### Oregon Voice
Az Oregon Voice népszerű témákkal foglalkozó magazin, amely a eugene-i koncertekről is beszámol.

### The Siren
A The Siren a Nők a Társadalomban Kutatóközpont lapja.

### Student Insurgent
A Student Insurgent radikális politikai kiadvány, amely antikapitalista, radikális környezetvédő és háborúellenes témákkal is foglalkozik, emellett az Animal Liberation Front és az Earth First! szervezetek mellett is kiállt. Követelték a gyújtogatásért elítélt, de később felmentett Mumia Abu-Jamal és Jeff Luers, illetve mások szabadon engedését is, mert szerintük politikai foglyok.
A dán Jyllands-Postenben megjelent Mohamed-karikatúrák miatti tüntetésekre válaszul megjelentették a „The Jesus Issue-t”, amely a kereszténységgel foglalkozott és Jézussal kapcsolatos karikatúrákat (például „Jézus erekcióval”) is közzétett. Bill O'Reilly David B. Frohmayer rektor eltávolítását követelte és meghívta műsorába a Student Insurgent és az Oregon Commentator stábját, de a meghívásra csak utóbbi reagált.

## Rádió
A hallgatói önkormányzat kettő, Eugene és Springfield körzetében hallgatható rádióadót üzemeltet. A KWAX adományokból tartja fenn magát, a KWVA pedig online is hallgatható.

## Televízió és film
A DuckTV hírek mellett sporteseményeket és vígjátékokat is közvetít. A University Film Organization rövidfilmek készítése mellett workshopokat is rendez.

## Nem hallgatói média

### Oregon Quarterly
Az Oregon Quarterly évente négyszer megjelenő öregdiák-magazin, amely „az egyetemhez, Oregonhoz és a régióhoz kapcsolódó ötletek és személyek sokszínűségét” mutatja be.

### University of Oregon Press
A University of Oregon Press az egyetem kiadója. Műveit 2005. június 1-jétől az Oregon State University Press terjeszti.

### Média- és Oktatási Technológiák Központja
A Média- és Oktatási Technológiák Központja (CMET) a fizikai és virtuális tanulótereket támogató videókat készít.

### Around the O
Az Around the O az egyetemi ügyeket mutatja be.

### UOMatters
A UOMatters az egyetem eseményeit figyelő blog.

## Megszűnt termékek

### The Comic Press
A The Comic Press (kezdetben The Weekly Enema) 2008–2009-ben havonta kétszer megjelenő képregénylap volt, melynek célja az „intelligens gondolatok és vita kikényszerítése a humor által” volt.

### Daily Jade
A szatirikus hírekkel foglalkozó Daily Jade online lap 2013. november 18-a és 2015. február 9-e között működött.

### Northwest Review
Az évente háromszor kiadott Northwest Review irodalmi folyóiratnak 2011-ig ötven száma jelent meg. 2020-tól új főszerkesztővel, az egyetemtől függetlenül újra kiadják.

### Oregon Commentator
Az 1983. szeptember 27-én indult Oregon Commentator véleményeket közölt (főként a libertarianista és konzervatív oldal szembeállítását). Nyomtatott változata mellett online is megjelent.

## Fordítás
- Ez a szócikk részben vagy egészben  az   University of Oregon media című angol Wikipédia-szócikk ezen változatának fordításán alapul.  Az eredeti cikk szerkesztőit annak laptörténete sorolja fel. Ez a jelzés csupán a megfogalmazás eredetét és a szerzői jogokat jelzi, nem szolgál a cikkben szereplő információk forrásmegjelöléseként.